# Otto Urban (Historiker)
Otto Urban (* 9. Dezember 1938 in Wagstadt; † 7. Mai 1996 in Prag) war ein tschechischer Historiker.

## Leben
Urban wurde in einer Stadt am Rande des Kuhländchens als Sohn eines Baumeisters geboren, der sowohl deutsche als auch tschechische Schulen besucht hatte. Er besuchte vor 1945 noch kurze Zeit eine deutsche Schule, nach Kriegsende die tschechische. Sein Onkel Alois, der mit einer Deutschen verheiratet war, wurde 1945 vertrieben.
Otto ging nach dem Abitur 1955 zum Studium der Geschichte an die Prager Karls-Universität. Das Studium schloss er 1960 mit einer Diplomarbeit über den tschechischen sozialdemokratischen Politiker Bohumír Šmeral ab. Nach dem Militärdienst kehrte er 1964 an die Universität zurück und begann seine wissenschaftliche Karriere. 1968 schloss er seine Dissertation über Theorie und Praxis des Sozialismus in den Werken von Viktor Adler, Eduard Bernstein und Karl Kautsky ab. Aufgrund der politischen Ereignisse um die Niederschlagung des Prager Frühlings wurde sein weiterer Werdegang blockiert. Erst nach 1974 konnte er wieder publizieren und in die universitäre Lehre zurückkehren. Immerhin gelang es ihm, 1969/70 als Humboldt-Stipendiat am Institut für Wirtschafts- und Sozialgeschichte der Universität Heidelberg bei Werner Conze zu verbringen.
Infolge seiner beiden Werke zum Kapitalismus und der tschechischen Gesellschaft von 1978 sowie insbesondere zur tschechischen Gesellschaft 1848 bis 1918 von 1982 wuchs sein Ansehen auch über die Grenzen der Tschechoslowakei hinaus. Jedoch gelang es ihm erst nach der politischen Wende von 1989, seine Universitätslaufbahn fortzusetzen. 1990 erhielt er den Lehrstuhl für tschechische und slowakische Geschichte, 1992 eine Professur für neuere tschechoslowakische Geschichte an der Karls-Universität. In jenen Jahren wurde er zudem mit verschiedenen Preisen ausgezeichnet, darunter dem Anton-Gindely-Preis (1990), dem Egon Erwin Kisch-Preis der Prager Schriftstellergemeinde (1992) und dem Preis des Tschechischen Unterrichtsministers (1992).
Urban war seit 1961 mit Miluše, geb. Klimeš, verheiratet. Er hatte zwei Kinder, darunter den Kunsthistoriker, Kunstkritiker und Ausstellungskurator Otto M. Urban (geb. 1967).

## Werke
- Kapitalismus a česká společnost. K otázkám formování české společnosti v 19. století, Praha 1978, 2. Auflage, Praha 2003.
- Česká společnost 1848–1918, Praha 1982, deutsche Ausgabe: Die tschechische Gesellschaft: 1848 bis 1918, 2 Bde., Wien (u. a.) 1994.
- Vzpomínka na Hradec Králové. Drama roku 1866, Praha 1986.
- Kroměřížský sněm 1848–1849, Praha 1988, 2. Auflage, Praha 1998.
- České a slovenské dějiny do roku 1918, Praha 1991, 2. Auflage, Praha 2000.
- František Josef I., Praha 1991, 2. Auflage, Praha 1999.
- Der Böhmische Landtag, in: Helmut Rumpler, Peter Urbanitsch (Hg.): Die Habsburgermonarchie 1848–1918, Band 7: Verfassung und Parlamentarismus, Teilband 2: Die regionalen Repräsentativkörperschaften, Wien 2000, S. 19915–2055.